# Thập niên 1300
Thập niên 1300 là thập niên diễn ra từ năm 1300 đến 1309.